# Kurt Wünsche (Maler)
Kurt Wilhelm Wünsche (* 12. Juli 1902 in Dresden; † 14. Juni 1994 ebenda) war ein deutscher Maler und Grafiker.

## Leben und Werk
Wünsche, Sohn des Postschaffners Reinhold Wünsche, machte von 1916 bis 1920 in Dresden eine Lehre als Dekorationsmaler. Daneben besuchte er in Dresden die Abendschule der Akademie der Bildenden Künste. Von 1924 bis 1928 studierte er an der Staatlichen Akademie für Kunstgewerbe, wo er Meisterschüler von Paul Rößler wurde, und von 1928 bis 1936 bei Richard Dreher und Max Feldbauer an der Akademie der Bildenden Künste. Er beteiligte sich in dieser Zeit an Restaurierungs-Arbeiten im Dresdner Zwinger und in der Lukaskirche. 1936 erhielt er den Rom-Preis der Hugo-Göpfert-Stiftung, der ihm ermöglichte, 1937 eine Italienreise zu unternehmen.
Nach dem Studium arbeitete Wünsche in Dresden als freischaffender Künstler. Das Adressbuch verzeichnet ihn 1943/1944 in der damaligen Roonstraße (heute Waldheimer Straße) 3.
Von 1940 bis 1945 nahm Wünsche als Soldat der Wehrmacht am Zweiten Weltkrieg teil. Er war dann bis 1948 als Kriegsgefangener im Rheinwiesenlager Bad Kreuznach und in Südfrankreich. Von dort kehrte er nach Dresden zurück, wo er wieder als freischaffender Künstler arbeitete. Daneben leitete er zwölf Jahre an der Hochschule für Bildende Künste Dresden den Abendzirkel für Aktzeichnen.
Neben der freien Arbeit übernahm er bereits ab 1949 baugebundene Auftragsarbeiten wie Mosaiken, Sgraffiti, Wandbilder und Glasfenster. Z. B. schuf er 1964 mit dem Dresdner Keramik-Ingenieur Harry Schulz am Barkhausen-Bau einen farbigen futuristisch anmutenden Fries zur Elektrotechnik aus Silikat-Keramikplatten, der heute als „Zeugnis der frühen abstrakten, oft auch seriell angelegten Gestaltungsprinzipien“ gilt.
Wünsche hatte bis 1977 gemeinsam mit der Gebrauchsgrafikerin und Buchbinderin Annelies Schöne (* 1918) ein gemeinsames Atelier im Künstlerhaus Dresden-Loschwitz. Er war bis 1990 Mitglied des Verbands Bildender Künstler der DDR.

## Werke (Auswahl)

### Malerei (Auswahl)
- Stillleben mit Fischen (1936, Öl auf Leinwand, 45,9 × 60,5 cm)[2]

- Gelbe Schüssel mit Porree (1953, Öl)[3][4]
- Jürgen (1960er Jahre, Öl auf Leinwand, 60,5 × 45,5 cm; Galerie Neue Meister Dresden, Inv.-Nr. 02/14)[5]
- In der Ausstellung (1964, Öl auf Leinwand)[6]
- Im Steinbruch (1951, Aquarell)[7][4]

### Weitere baugebundene Werke (Auswahl)
- Szenen zur Bierbrauerei (um 1953; Entwurf für ein Natursteinmosaik, Eingang zum „Altmarktkeller“ in Dresden; mit Alfred Teichmann)[8]

## Ausstellungen (unvollständig)
- 1972 und 1974: Dresden, Bezirkskunstausstellungen